# Самоа на Паралимпийских играх
Самоа на Паралимпийских играх впервые приняли участие в 2000 году на летних Играх в Сиднее (не участвовали в Играх 2020 года). На зимних Играх делегация Самоа не участвовала пока ни разу. Медалей на Играх спортсмены Самоа пока не завоевали.